# Hydraena balearica
Hydraena balearica är en skalbaggsart som beskrevs av Armand D'Orchymont 1930. Hydraena balearica ingår i släktet Hydraena och familjen vattenbrynsbaggar. Inga underarter finns listade i Catalogue of Life.